# Dębe-Staudamm

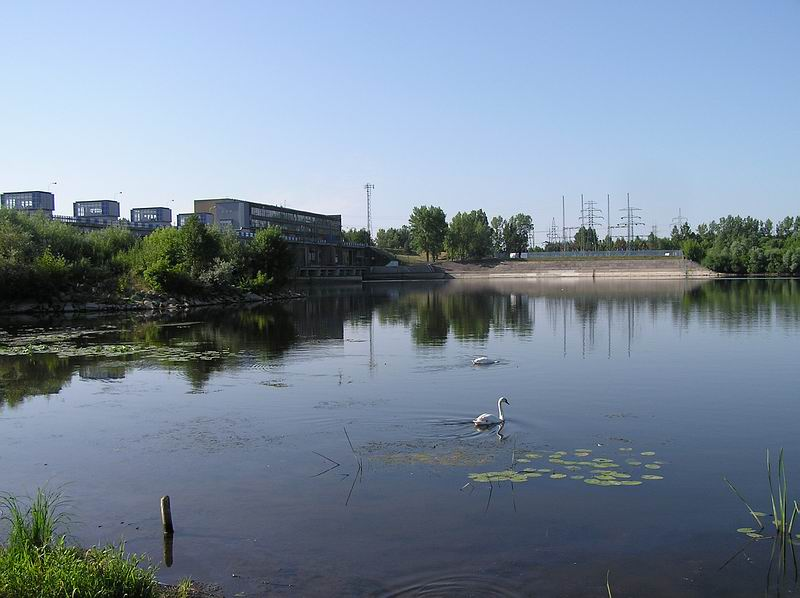
Elektrownia Wodna Dębe

Der Dębe-Staudamm befindet sich bei der Ortschaft Dębe in der Landgemeinde Serock der Woiwodschaft Masowien. Er wurde 1962 errichtet und staut hier den Fluss Narew zum Jezioro Zegrzyńskie. Das gleichnamige Wasserkraftwerk (Elektrownia Wodna Dębe - EW Dębe) wurde 1963 in Betrieb genommen.
Besitzer des Kraftwerks ist die PGE Trading SA, eine Tochtergesellschaft von Polens größtem Stromerzeuger, der staatlich gelenkten Polska Grupa Energetyczna. Die Idee für Anlage von Staudamm und Kraftwerk, verbunden mit der Schaffung eines zu Freizeitzwecken nutzbaren Stausees in der Nähe Warschaus entstand in der Zentralstelle für Wasserwirtschaft Polens (polnisch: Centralnym Urzędzie Gospodarki Wodnej). Über den Staudamm verläuft die Woiwodschaftsstraße 632.
Die Stromerzeugung läuft über vier Turbogeneratoren mit Kaplan-Turbinen, die einen Rotorendurchmesser von 4,8 Metern haben und mit Elektrogeneratoren einer Leistungsstärke von 6,25 Megavoltampere gekoppelt sind. Die so installierte Nominalleistung der Anlage beträgt rund 21 Megawatt und die durchschnittliche jährliche Produktion beträgt 91 Gigawattstunden. Die Wasserfallhöhe beträgt durchschnittlich 5,5 Meter. Überschüssig anfallendes Wasser wird über vier Stauwehre abgeleitet.